# Fains-Véel
Fains-Véel és un municipi francès situat al departament del Mosa i a la regió del Gran Est. L'any 2007 tenia 2.282 habitants.

## Demografia

### Població
El 2007 la població de fet de Fains-Véel era de 2.282 persones. Hi havia 878 famílies, de les quals 214 eren unipersonals (90 homes vivint sols i 124 dones vivint soles), 302 parelles sense fills, 293 parelles amb fills i 69 famílies monoparentals amb fills.
La població ha evolucionat segons el següent gràfic:
Habitants censats

### Habitatges
El 2007 hi havia 944 habitatges, 892 eren l'habitatge principal de la família, 10 eren segones residències i 42 estaven desocupats. 808 eren cases i 135 eren apartaments. Dels 892 habitatges principals, 694 estaven ocupats pels seus propietaris, 188 estaven llogats i ocupats pels llogaters i 10 estaven cedits a títol gratuït; 6 tenien una cambra, 48 en tenien dues, 77 en tenien tres, 246 en tenien quatre i 514 en tenien cinc o més. 683 habitatges disposaven pel capbaix d'una plaça de pàrquing. A 393 habitatges hi havia un automòbil i a 401 n'hi havia dos o més.

### Piràmide de població
La piràmide de població per edats i sexe el 2009 era:
| Homes | Edats   | Dones |
| ----- | ------- | ----- |
| 4     | 95 o +  | 4     |
| 4     | 90 a 94 | 16    |
| 12    | 85 a 89 | 20    |
| 12    | 80 a 84 | 36    |
| 16    | 75 a 79 | 36    |
| 60    | 70 a 74 | 56    |
| 72    | 65 a 69 | 76    |
| 72    | 60 a 64 | 60    |
| 72    | 55 a 59 | 52    |
| 96    | 50 a 54 | 128   |
| 72    | 45 a 49 | 72    |
| 120   | 40 a 44 | 112   |
| 108   | 35 a 39 | 108   |
| 40    | 30 a 34 | 48    |
| 48    | 25 a 29 | 40    |
| 56    | 20 a 24 | 48    |
| 68    | 15 a 19 | 72    |
| 108   | 10 a 14 | 64    |
| 72    | 5 a 9   | 80    |
| 36    | 0 a 4   | 32    |

## Economia
El 2007 la població en edat de treballar era de 1.465 persones, 985 eren actives i 480 eren inactives. De les 985 persones actives 924 estaven ocupades (457 homes i 467 dones) i 61 estaven aturades (37 homes i 24 dones). De les 480 persones inactives 159 estaven jubilades, 142 estaven estudiant i 179 estaven classificades com a «altres inactius».

### Ingressos
El 2009 a Fains-Véel hi havia 916 unitats fiscals que integraven 2.209,5 persones, la mediana anual d'ingressos fiscals per persona era de 20.269 €.

### Activitats econòmiques
Dels 65 establiments que hi havia el 2007, 2 eren d'empreses alimentàries, 2 d'empreses de fabricació d'altres productes industrials, 11 d'empreses de construcció, 23 d'empreses de comerç i reparació d'automòbils, 4 d'empreses de transport, 1 d'una empresa d'hostatgeria i restauració, 3 d'empreses financeres, 5 d'empreses immobiliàries, 3 d'empreses de serveis, 7 d'entitats de l'administració pública i 4 d'empreses classificades com a «altres activitats de serveis».
Dels 16 establiments de servei als particulars que hi havia el 2009, 1 era una oficina de correu, 2 tallers de reparació d'automòbils i de material agrícola, 1 paleta, 3 guixaires pintors, 2 fusteries, 2 electricistes, 2 empreses de construcció, 2 perruqueries i 1 restaurant.
Dels 7 establiments comercials que hi havia el 2009, 1 era un supermercat, 2 fleques, 1 una fleca, 1 una llibreria, 1 una botiga d'electrodomèstics i 1 una joieria.
L'any 2000 a Fains-Véel hi havia 11 explotacions agrícoles que ocupaven un total de 618 hectàrees.

## Equipaments sanitaris i escolars
El 2009 hi havia 1 un hospital de tractaments de llarga durada, 1 psiquiàtric i 1 farmàcia.
El 2009 hi havia 1 escola maternal i 1 escola elemental.

## Poblacions més properes
El següent diagrama mostra les poblacions més properes.